# Canton de Pantin
Le canton de Pantin est une circonscription électorale française du département de la Seine-Saint-Denis créée par le décret du 21 février 2014. Elle tient lieu de circonscription d'élection des conseillers départementaux et entre en vigueur lors des élections départementales de 2015.

## Histoire
La premier canton de Pantin est créé en 1800, au sein de l'arrondissement de Saint-Denis et du département de la Seine. L'arrêté du 25 fructidor an IX (12 septembre 1801) fixe les communes qui y sont rattachées : Bagnolet, Bobigny, Belleville, Bondy, Le Bourget, Charonne, Grand-Drancy, Noisy-le-Sec, Pantin, Le Pré-Saint-Gervais, Romainville et La Villette. 
Par la loi du 16 juin 1859, les limites de Paris sont étendues. Le canton perd Belleville, Charonne et La Villette. Le Pré-Saint-Gervais est alors considérablement réduit, puis une seconde fois en 1870 après l'annexion par Paris des terrains militaires.
Par la loi du 13 avril 1893, de nouveaux cantons sont formés. Le nouveau canton de Noisy-le-Sec regroupe la majorité des communes. Seules restent Pantin, Bagnolet, Les Lilas (créée en 1867) et Le Pré-Saint-Gervais. Les limites resteront inchangées jusqu'en 1967.

### Ancien canton de Pantin (de 1871 à 1945)
| Période                     | Période                         | Identité                          | Étiquette                            | Qualité |
| --------------------------- | ------------------------------- | --------------------------------- | ------------------------------------ | --- |
| 1871                        | 1875                            | Samuel-Victor Houdart (1811-1879) |                                      | Propriétaire à Paris, maire de Drancy (1843-1878)                                                                              |
| 1875                        | 1887                            | Edouard Jacquet                   | Républicain modéré                   | Industriel (fabricant de maroquinerie) Maire des Lilas (1871-1874)                                                             |
| 1887                        | 1893                            | François-Anselme Péan (1830-1895) | Rad.                                 | Fabricant de caoutchouc Maire des Lilas (1882-1887) Président du Conseil général (1891-1892)                                   |
| 1893                        | 1917 (décès)                    | Jules Jacquemin (1863-1917)       | Socialiste Révolutionnaire puis SFIO | Employé de commerce, Pantin |
| 1917                        | 1919                            | siège vacant                      |                                      | |
| 1919                        | 1929                            | Louis Marsais                     | SFIO puis PC-SFIC puis PSC puis SFIO | Ouvrier tapissier Maire adjoint de Pantin Député (1928-1936)                                                                   |
| 1929                        | 1935                            | Louis Collaveri (1878-1963)       | SFIO                                 | Journalier puis employé d'octroi Conseiller municipal de Pantin (1925-1935)                                                    |
| 1935                        | 1938 (décès)                    | Charles Auray                     | PSdF                                 | Comptable, puis permanent du GODF Maire de Pantin (1919-1938) Député (1924-1927) Sénateur (1927-1938)                          |
| 1938                        | 1940 (déchu le 23 février 1940) | Marcel Lambry (1907-1996)         | PCF (démissionnaire en 1939)         | Représentant de commerce Conseiller municipal de Pantin                                                                        |
| 1941 (nommé par décret)     | 1944                            | Henri Labeyrie (1875-1956)        | ex-SFIO puis PSdF                    | Ancien chef d'atelier retraité des Manufactures de tabac de l'Etat, à Pantin Maire de Pantin (1938-1944)                       |
| 1945 Décret du 12 mars 1945 | 1945                            | Paul Coudert (1892-1985)          | PCF                                  | Ouvrier sculpteur sur bois Maire de Bagnolet (1928-1940, 1944-1959) Élu de 1929 à 1935 et de 1936 à 1940 du canton de Bagnolet |

### De 1945 à 1953
Pantin faisait partie du secteur de Saint-Denis-Est, avec Aubervilliers, Noisy-le-Sec, Bagnolet et Bobigny.

### De 1953 à 1959
Pantin faisait partie du secteur 5 avec Aubervilliers et Saint-Denis. Jean Lolive, futur maire PCF de Pantin (de 1959 à 1968), faisait partie des élus de ce secteur.

### De 1959 à 1967
Pantin faisait partie du 26ème secteur de la Seine, avec Le Pré-Saint-Gervais.
| Période                                      | Période | Identité                  | Étiquette | Qualité                                   |
| -------------------------------------------- | ------- | ------------------------- | --------- | ----------------------------------------- |
| 1959 26e secteur Le Pré-Saint-Gervais-Pantin | 1967    | Ulysse Pellat (1906-1991) | SFIO      | Conseiller municipal du Pré-Saint-Gervais |

### De 1967 à 1976 (Seine-Saint-Denis)
| Période | Période | Identité                          | Étiquette | Qualité                                                                                       |
| ------- | ------- | --------------------------------- | --------- | --------------------------------------------------------------------------------------------- |
| 1967    | 1976    | Michel Berthelot (décédé en 2001) | PCF       | Conseiller municipal puis adjoint au maire de Pantin Elu en 1976 dans le Canton de Pantin-Est |

### De 1976 à 2015
Voir Canton de Pantin-Est et Canton de Pantin-Ouest.
Un premier canton de Pantin a été créé en 1967 lors de la constitution du département de la Seine-Saint-Denis. Lors du redécoupage cantonal de 1976, qui en a exclu une partie de la commune de Pantin, devenue canton de Pantin-Ouest, ce canton a été renommé canton de Pantin-Est, auquel il convient de se référer pour les éléments antérieurs à 1976.
Un nouveau découpage territorial de la Seine-Saint-Denis entre en vigueur à l'occasion des premières élections départementales suivant le décret du 21 février 2014. Les conseillers départementaux sont, à compter de ces élections, élus au scrutin majoritaire binominal mixte. Les électeurs de chaque canton élisent au Conseil départemental, nouvelle appellation du Conseil général, deux membres de sexe différent, qui se présentent en binôme de candidats. Les conseillers départementaux sont élus pour 6 ans au scrutin binominal majoritaire à deux tours, l'accès au second tour nécessitant 12,5 % des inscrits au 1er tour. En outre, la totalité des conseillers départementaux est renouvelée. Ce nouveau mode de scrutin nécessite un redécoupage des cantons dont le nombre est divisé par deux avec arrondi à l'unité impaire supérieure si ce nombre n'est pas entier impair, assorti de conditions de seuils minimaux. En Seine-Saint-Denis, le nombre de cantons passe ainsi de 40 à 21.
Le nouveau canton de Pantin est formé de deux communes entières : Pantin et Le Pré-Saint-Gervais. Il regroupe donc les deux anciens cantons de Pantin-Est et de Pantin-Ouest et une partie de l'ancien canton des Lilas. Il est entièrement inclus dans l'arrondissement de Bobigny. Le bureau centralisateur est situé à Pantin.

## Représentation
| Période élective | Période élective | Mandat | Mandat   | Identité         | Nuance | Nuance | Qualité |
| ---------------- | ---------------- | ------ | -------- | ---------------- | ------ | ------ | --- |
| 2015             | 2021             | 2015   | 2021     | Bertrand Kern    |        | PS     | Avocat Maire de Pantin ( 2001 → ) Ancien Conseiller général du canton de Pantin-Ouest (1998 → 2015)                                                                                            |
| 2015             | 2021             | 2015   | 2021     | Florence Laroche |        | PRG    | Étudiante Conseillère municipale de Villetaneuse(2014 → ) Elue en 2021 dans le canton d'Épinay-sur-Seine                                                                                       |
| 2021             | 2028             | 2021   | en cours | Mathieu Monot    |        | PS     | Ancien chef de cabinet de Claude Bartolone Premier adjoint au maire de Pantin (2020 → ) Premier secrétaire fédéral du PS de Seine-Saint-Denis Président de Seine-Saint-Denis habitat (2021 → ) |
| 2021             | 2028             | 2021   | en cours | Nadia Azoug      |        | EELV   | Enseignante en IUT Conseillère municipale de Pantin Vice-présidente d'Est Ensemble (2020 → )                                                                                                   |

### Résultats détaillés

#### Élections de mars 2015
Cinq binômes étaient candidats à cette élection : 
- André Liboz (FN) et Nicole Noyer (FN)
- Samir Amziane (PCF) et Nadia Azoug (DVE)
- Thu Van Blanchard (UMP) et Geoffrey Carvalhinho (UMP)
- Bertrand Kern (PS) et Florence Laroche (PRG)
- Lymen Mani (DVE) et Alain-Bernard Virion (DVE)[12]

À l'issue du 1er tour des élections départementales de 2015, deux binômes sont en ballottage : Bertrand Kern et Florence Laroche (Union de la Gauche, 47,67 %) et Samir Amziane et Nadia Azoug (DVG, 18,63 %). Le taux de participation est de 39,7 % (12 981 votants sur 32 699 inscrits) contre 36,83 % au niveau départemental et 50,17 % au niveau national. 
Au second tour, Bertrand Kern et Florence Laroche (Union de la Gauche) sont élus avec 100 % des suffrages exprimés, le binôme formé par Samir Amziane et Nadia Azoug s'étant retiré, et un taux de participation de 28,31 % (7 045 voix pour 9 258 votants et 32 699 inscrits).

#### Élections de juin 2021
Le premier tour des élections départementales de 2021 est marqué par un très faible taux de participation (33,26 % au niveau national). Dans le canton de Pantin, ce taux de participation est de 30,03 % (10 443 votants sur 34 774 inscrits) contre 24,35 % au niveau départemental. À l'issue de ce premier tour, deux binômes sont en ballottage : Nadia Azoug et Mathieu Monot (Union à gauche avec des écologistes, 40,56 %) et Nadège Abomangoli et Samir Amziane (Union à gauche, 23,69 %).
Le second tour des élections est marqué une nouvelle fois par une abstention massive équivalente au premier tour. Les taux de participation sont de 34,36 % au niveau national, 26,47 % dans le département et 31,04 % dans le canton de Pantin. Nadia Azoug et Mathieu Monot (Union à gauche avec des écologistes) sont élus avec 100 % des suffrages exprimés (8 308 voix pour 10 795 votants et 34 783 inscrits),,.

## Composition
Le nouveau canton de Pantin comprend deux communes entières.
| Nom                            | Code Insee | Intercommunalité         | Superficie (km2) | Population (dernière pop. légale) | Densité (hab./km2) | Modifier                                    |
| ------------------------------ | ---------- | ------------------------ | ---------------- | --------------------------------- | ------------------ | ------------------------------------------- |
| Pantin (bureau centralisateur) | 93055      | Métropole du Grand Paris | 5,01             | 60 954 (2022)                     | 12 166             | modifier les données · modifier les données |
| Le Pré-Saint-Gervais           | 93061      | Métropole du Grand Paris | 0,70             | 16 733 (2022)                     | 23 904             | modifier les données · modifier les données |
| Canton de Pantin               | 9315       |                          | 5,71             | 77 687 (2022)                     | 13 605             | modifier les données                        |

## Démographie
En 2022, le canton comptait 77 687 habitants, en évolution de +6,24 % par rapport à 2016 (Seine-Saint-Denis : +4,67 %, France hors Mayotte : +2,11 %).
| 2013   | 2018   | 2022   |
| ------ | ------ | ------ |
| 71 379 | 76 545 | 77 687 |